# Campionati mondiali di tiro con l'arco indoor 1991
I campionati mondiali di tiro con l'arco indoor 1991 sono la 1ª edizione della competizione. Si sono svolti a Oulu, in Finlandia.

## Medagliere
| Pos.   | Nazione          | Oro | Argento | Bronzo | Totale |
| ------ | ---------------- | --- | ------- | ------ | ------ |
| 1      | Stati Uniti      | 1   | 2       | 2      | 5      |
| 2      | Unione Sovietica | 1   | 0       | 1      | 2      |
| 3      | Francia          | 1   | 0       | 1      | 2      |
| 4      | Italia           | 1   | 0       | 0      | 1      |
| 5      | Taipei cinese    | 0   | 1       | 0      | 1      |
| 5      | Finlandia        | 0   | 1       | 0      | 1      |
| Totale | Totale           | 4   | 4       | 4      | 16     |

## Podi

### Arco ricurvo
| Evento                | Oro             | Argento        | Bronzo         |
| Individuale maschile  | Sebastian Flute | Jay Barrs      | Vadim Chikarev |
| Individuale femminile | Natalia Valeeva | Chin Chiu-Yueh | Severine Bonal |

### Arco compound
| Evento                | Oro          | Argento        | Bronzo       |
| Individuale maschile  | Joe Asay     | Dan Kolb       | James Fowles |
| Individuale femminile | Lucia Panico | Kirsi Rantanen | Glenda Doran |